# Рам Мохан Рой
Рам Мохан Рой, также Раммохон Рой, Рай Раммохан, Раджа Рам Мохан Рой (Бенгали: রাজা রামমোহন রায়), (22 мая, 1772, Радхнагор, Бенгалия — 27 сентября, 1833, Степлтон, Бристоль, Великобритания) был основателем Брахмо Самадж, одного из первых социально-религиозных реформаторских движений в Индии. Рам Мохан Рой получил широкую известность благодаря общественной деятельности, направленной на отмену практики сати, индуистской традиции самосожжения вдовы вместе с телом мужа, и полигамии. Оставил заметный след также в области политики, административного права, образования и религии.

## Биография
Рам Мохан Рой родился в 1772 году в Бенгалии. Его семья жила в поселке Радханагар, находящемся на территории нынешнего индийского штата Западная Бенгалия. Отец Роя происходил из семьи кришнаитов, а семья матери принадлежала к касте браминов традиции Шакти. Аристократическое происхождение давало ему право на титул раджа. Рой окончил высшую мусульманскую школу в Патне. Уже в возрасте 15 лет он в совершенстве владел арабским, персидским и санскритом, превосходно разбирался в индийской индуистской философии и исламе. Благодаря британскому влиянию в Индии, Рой постепенно заинтересовался западной цивилизацией, её историей, культурой, философией и наукой. Для их углубленного изучения он выучил ещё несколько языков: английский, латинский, древнегреческий, иврит.
Юношей, Рой много путешествовал, прежде чем вернулся домой для управления делами семьи. Впоследствии он работал кредитором в Калькутте, а в период с 1803 по 1814 год работал в Британской Ост-Индской компании.
В 1828 году Рам Мохан Рой основал Брахмо Самадж, движение, ратующее за религиозные реформы в индуизме, а связанные с ними социальные и интеллектуальные реформы в Бенгалии.
В 1831 году Рой прибыл в Великобританию в качестве посла Империи Моголов. Он также посетил Францию.
Рам Мохан Рой умер в 1833 году от менингита в городе Степлтон, ныне район Бристоля и был похоронен на кладбище Арнос-Вейл. Незадолго до смерти он познакомился с Мэри Карпентер и сумел убедить её полностью изменить свою жизнь; впоследствии она стала знаменитой феминисткой и филантропкой, а также выступала за отмену рабства.
В 1997 году в центре Бристоля в его честь был воздвигнут памятник.

## Социальные и религиозные реформы

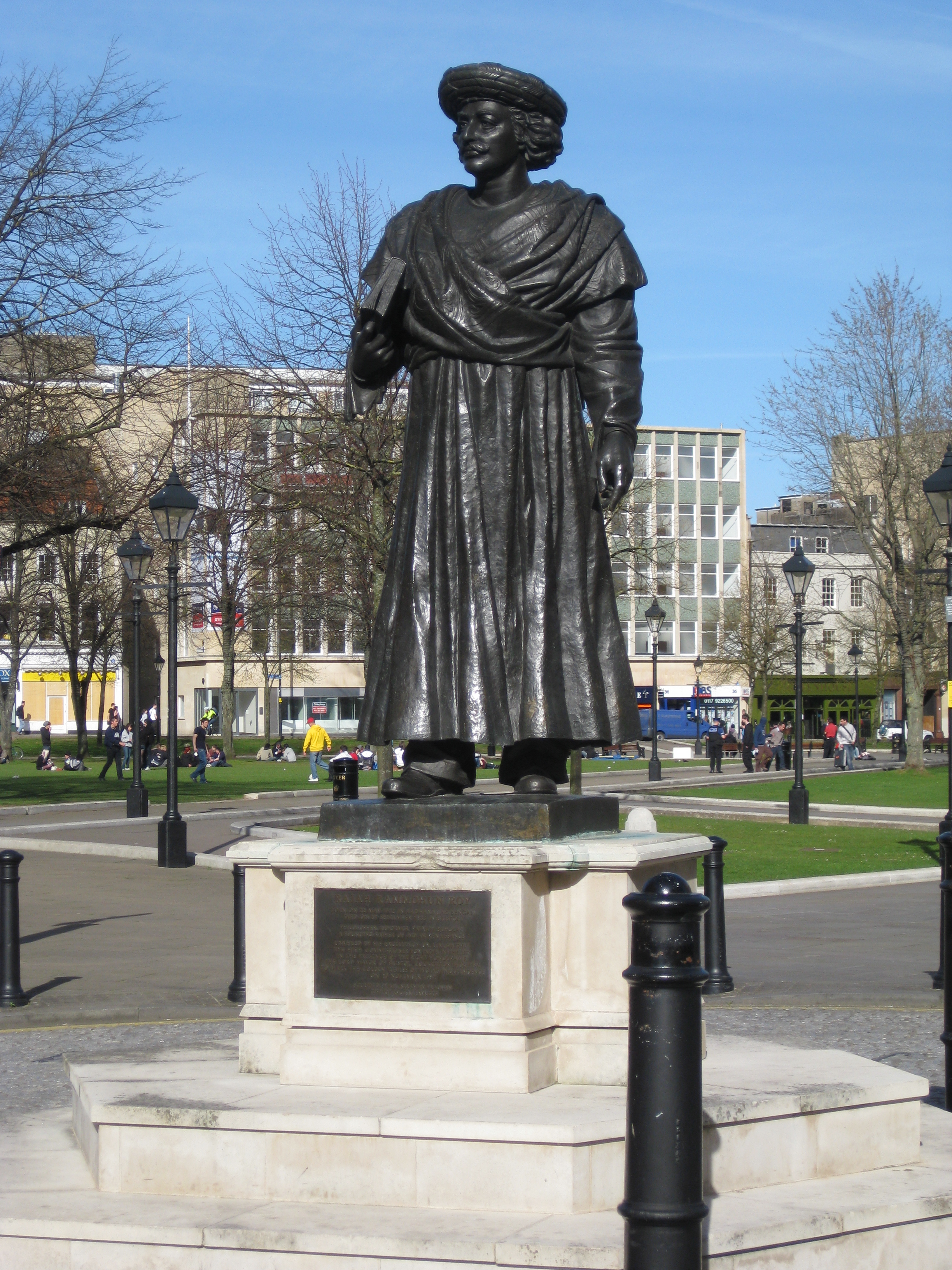

### Борьба за отмену религиозных обрядов
Рам Мохан Рой активно выступал против обряда сати, настаивая, что этот обряд не является частью индуизма. Он приводил в пользу этого утверждения религиозно обоснованные аргументы.
На тех же основаниях Рой выступал против полигамии, широко принятой в то время. Он разъяснял, что священные тексты позволяют многоженство только в особых случаях (бесплодие или тяжелая болезнь первой жены и пр.). Подобные заявления встретили на первых порах резкую критику со стороны священнослужителей.

### Образование
Рам Мохан Рой пытался провести в жизнь ряд образовательных реформ, введя обучение наукам в школьный курс. В переписке с генерал-губернатором Индии Рой указывал на важность «математики, натурфилософии, химии, анатомии и других полезных наук».
В 1817 основал «Хинду Колледж» в г. Колката, Западная Бенгалия (в 1855 переименован в «Президенси Колледж» и стал открыт для учеников, принадлежащих другим исповеданиям, а с 1897 стал доступен и для женщин).
Наряду с этим, в 1826 Рой основал «Веданта Колледж», где дети, принадлежащие к высшим кастам обучались священным текстам на санскрите.

## Ценности
Рой придерживался идеи единого Бога, трактуя древние тексты упанишад в монотеистическом духе. Он использовал для этого учение о Брахмане и высшем Абсолюте. Подобная трактовка индуизма сблизила его с монотеистическими идеями ислама и xристианства.
В 1828 Рой основал общество Брахмо Самадж, которое, будучи эклектичным и синкретическим по своей природе, сочетало идеи нескольких религий. Ядро членов этого общества составляли богатые брамины. Они давали клятву не поклоняться идолам, исполняли гимны в честь единого Бога и изучали именно те тексты упанишад, которые способствовали укреплению монотеистических тенденций.

## Отношение к Западу
В 1830 отбыл в Англию, чтобы представить перед Парламентом точку зрения коренного населения Индии. В то время Парламент обсуждал мандат Ост-Индской компании. Рой написал статью о положительном и отрицательном влиянии английской колонизации, выдвигая технический и научный прогресс в качестве положительного фактора.